# クラウス・マイネ
クラウス・マイネ (Klaus Meine, 1948年5月25日 - ) は、ドイツ出身のロックシンガー、ミュージシャン。
同国を代表するHR/HMバンド「スコーピオンズ」のヴォーカリストとして知られている。

## バイオグラフィー
クラウスは、強いドイツのアクセントと、高音からソフトバラードまで洗練されたユニークなテノールヴォイスでよく知られている。
クラウスは、スコーピオンズの曲の歌詞をほとんど書いている。また、彼はハーマン・ラレベル（スコーピオンズの元ドラマー）とも、ヒット曲『ハリケーン』などの数曲の歌詞を共作している。クラウスは、『ウィンド・オブ・チェンジ』や『モーメント・イン・ア・ミリオン・イヤーズ』のような孤独な曲も数曲作っている。
1981年、ワールドツアーの後、アルバム『蠍魔宮〜ブラックアウト』のレコーディング中に、クラウスは、きちんと話すことができないほどにまで声を痛めた。クラウスは、医者にこの声の問題のため、別の職業を考えるようにアドバイスされた。しかし、スコーピオンズはこの苦境を共に乗り越え、2回の声帯手術などの治療後に、クラウスの声は回復した。クラウスは、ヒット・パレーダーによって、史上最も偉大なヘビーメタルヴォーカリストの22位にランクされた。
1990年には、クラウスはロジャー・ウォーターズの『ザ・ウォール』を演奏する「ザ・ウォール〜ライブ・イン・ベルリン」で演奏した。クラウスはこのパフォーマンスで、ハイライトとなる歌手であった。2000年には、ハノーファー市勲を受賞した。2008年、Dommengetがクラウスの60歳の誕生日に、彼へクラウス・マイネのサイン入りギターをリリースした。ヒューマニティー・ワールドツアーとゲット・ユア・スティング・アンド・ブラックアウト・ワールドツアーでは、クラウスは演奏する際にこのギターを使用した。
2011年にドイツ音楽作家賞ロック作曲賞を受賞した。